# Luci Escriboni Libó (tribú i historiador)
Luci Escriboni Libó (en llatí: Lucius Scribonius Libo) va ser un magistrat romà, probablement fill del cònsol del 192 aC Luci Escriboni Libó. Formava part de la gens Escribònia, i era de la família dels Escriboni Libó, d'origen plebeu.
Va ser elegit tribú de la plebs l'any 149 aC. Com a tribú va acusar Servi Sulpici Galba pels ultratges contra els lusitans, acusació que va tenir el suport de Marc Porci Cató Censorí que llavors tenia 85 anys Però, malgrat l'eloqüència dels acusadors i de la culpabilitat de Galba, aquest va ser absolt. Ciceró tenia dubtes de si Libó havia estat tribú l'any 150 o 149 aC, però sens dubte ho va ser el 149 aC, ja que ens diu que Cató va parlar contra Galba l'any de la seva mort.
Va ser segurament aquest mateix Escriboni Libó que va escriure una obra històrica coneguda com a Liber annalis, a la qual fa referència Ciceró, i que arribava fins a l'any 132 aC. I potser és també el mateix que va consagrar el Puteal Scribonianum, o font decorativa col·locada a l'entorn del brocal d'un pou (puteal), que estava situat al Fòrum.